# Soljani
Soljani su selo na jugu Vukovarsko-srijemske županije u općini Vrbanja: s okolnim selima spada u područje Cvelferije. Najbliža veća mjesta su Županja, koja se nalazi 28 km sjeverozapadno od Soljana, i Brčko u BiH, koje se nalazi 18 km zapadno od Soljana. Selo se nalazi u istočnom dijelu županjske Posavine, a leži na ravnome tlu nadmorske visine 86-88 m. Tereni prema rijeci Studvi, graničnoj rijeci sa Srijemom, još su niži.
Soljani su cestovno povezani s još tri cvelferska sela: Vrbanjom prema sjeveru (dalje prema Županji), Drenovcima prema zapadu (cesta prema Brčkom) i Strošincima prema jugoistoku (cesta za Jamenu i Srijemsku Mitrovicu).

## Povijest

### Pretpovijesno razdoblje
Posuđe u obliku zdjela, ćupova i lonaca iz vremena 4. do 3. tisućljeća prije Krista, koje je pronađeno prilikom kopanja temelja lovačke kuće uz rijeku Studvu u blizini Soljana, svjedoči o davnoj naseljenosti Soljana i okolnoga područja. Navedeni pronalasci obrađeni su u znanstvenom radu arheologa dr. sc. Boška Marijana "Jedan nalaz vučedolske kulture iz županjske Posavine". Osim tih nalaza u neposrednoj blizini Soljana koji pripadaju vučedolskoj kulturi, nekoliko je mještana prilikom obrade oranica pronašlo različite predmete, poput sjekire, kamenog pršljena, koštanih igli za pletenje mreže i slično, koji su stari više od 5000 godina, što su potvrdili i arheolozi zavičajnoga muzeja "Stjepan Gruber" iz Županje i Muzeja Slavonije iz Osijeka. Svi ti nalazi govore da je čovjek na ovom području živio od kamenog doba pa kontinuirano kroz sva sljedeća povijesna razdoblja.

### Saldis
U vrijeme Rimskoga Carstva na ovim se prostorima pružala glavna rimska cesta koja je vodila od Aemone (današnja Ljubljana) prema Sirmiumu. U povijesnim kartama na ovom području ucrtano je mjesto Saldis, a to je bila postaja preko koje se dopremala sol iz Tuzle (u starijim hrvatskim izvorima: "Soli"), koja se dalje transportirala u druge dijelove Carstva.

### Srednji vijek
Ovo područje, koje je pripadalo Drugoj Panoniji - Sirmijskoj (Pannonia Secunda ili Pannonia Inferior ili Pannonia Sirmiensis), bilo je mjesto prolaska i burnih događanja u ranom srednjem vijeku. Srijem je oduvijek bio na križanju putova, a posebno u vrijeme dolaska narodâ sa sjeveroistoka na područje Rimskog Carstva. Tako u drugoj polovici 4. stoljeća na ovo područje prodiru Huni, koji su pustošili sve pred sobom. Poslije njih dolaze Goti, a zatim i Veliki Huni, zbog kojih je Rim, kako bi izbjegao sukob s njima, prepustio cijelu Panoniju Istočnom Carstvu. Tako je i bilo sve dok Slaveni nisu počeli naseljavati ove krajeve početkom 7. stoljeća. 
Mađari, koji su Karpate prešli krajem 9. stoljeća, naselili su područje između Save i Drave. Ugarsko plemstvo u 12. stoljeću ima sve više posjeda u Srijemu, pa tako i ugarski plemići francuskog podrijetla Ajnardi, drže i Posjed Morović, a i posjede na današnjem soljanskom ataru. Oni su bili prvi poznati vlasnici ovih posjeda. 1263. godine Morović i morovićko vlastelinstvo prelazi u vlasništvo plemićkoj obitelji Gut-Keled, koja je ovladala velikim područjem oko Bosuta. Prema posjedu Morović, uzimaju ime roda. Potomci začetnika obitelji, Mihaela Morovića (Mihael de genere Gutkheld), uspješni su u širenju posjeda. Nakon njihova izumiranja, njihove posjede je kralj Matija Korvin dodijelio svome sinu Ivanu.
Prvi put se naziv Soljani (Sauly, Sali possesio 1329.) spominje u papinskim kolonalnim spisima. Zanimljivo je da se u različitim vremenima od Rimljana, preko Srednjeg vijeka pa sve do danas na području ovog sela javlja uvijek ime koje potječe od riječi sol: saldis-sauly-sali-zalafalua (mađarski). Povjesničar Stjepan Pavičić smatra da ime Soljani nema u svojem imenu korijen "sol", već da su Mađari stvorili to ime (Szoljan), i to prema čovjeku iz Soli, stare pokrajine na zemljištu današnje Tuzle. U vrijeme Turaka pojavljuje se imena Salanik i Islanci, ali autor "Popisa sela u turskome Srijemu (Srijemskom Sandžaku)" Bruce W. McGowan, nije siguran gdje se to mjesto nalazi.
U srednjem vijeku na području Soljana se uvijek spominje nekoliko posjeda, gotovo uvijek i naseobina. Medu njima svakako je najvažniji "Zeuzdenreue possesio" 1364. ("Zvjezdani grad"), čiji ostatci temelja postoje i danas s opkopima uz rijeku Studvu. Spominje se da je postojalo čak 10 manjih naseobina uz rijeku Studvu koji su pripadali Morovićima, velikaškoj obitelji koja je izumrla u 15. stoljeću. 
Početkom 14. stoljeća na ovo područje prodiru paterani (bogumili), pa tako i u Morovićkom arhiđakonatu. Ti novovjernici nisu priznavali pečuškog biskupa, niti su mu plaćali daće. Oni su imali obrede na narodnom jeziku, živjeli su pobožno i nazivali se "dobrim krstjanima". Krivovjerstvo se dosto proširilo, pa je Ivan Morović o tomu izvijestio i samog Papu, kojeg moli da morovićku župu uzdigne na razinu odgovornosti izravno Papi, a ne pečuškom biskupu, a sve u cilju lakšeg obraćanja nevjernika na katoličku vjeru. Papa Ivan XXII. na to pristaje, pa je prepozitura osnovana 1414. godine. Soljani u to vrijeme nisu imali svoju župu, nego su pripadali morovićkoj. Dolaskom franjevaca, pokušani su bogumili biti preobraćeni na katoličku vjeru, što je dijelom i uspjelo, ali ih je dosta i ostalo sve do dolaska Turaka, koji ovo područje zaposjedaju 1536. godine.

### Novi vijek
Soljani su se nalazili u Srijemskom sandžaku, koji je bio jedan od 17 sandžaka Budimskog pašaluka. Srijemski pašaluk bio je podijeljen na kadiluke: Ilok, Nijemci, Mitrovica i Petrovaradin. Svaki kadiluk se sastojao od nahije, u kojima su se nalazii karye-i (sela). Današnji soljanski atar za vrijeme Turaka bio je podijeljen na zapadni dio koji je pripadao nahiji Posavlje i kadiluku Nijemci, i na istočni dio koji je pripadao nahiji Morović i kadiluku Ilok. Nakon oslobađanja od turske vlasti, turska vojska je bježala pred Austrougarskom vojskom. 1687. godina je godina protjerivanja Turaka iz Hrvatske, ali se oni već sljedeće godine vraćaju i ponovno osvajaju Morović, gdje ostaju nekoliko mjeseci, ali u sljedećim godinama u nekoliko navrata ponavljaju napade. Pri povlačenju, Turci su pobili mnogo ljudi i popalili kuće. Preživio je samo narod koji se skrivao po šumama. Kako bi lakše preživjeli, austrijske su im vlasti predlagale da se udruže u veće zajednice, pa se prva veća skupina ljudi naselila na području Soljana koje se danas naziva Staro selo. Tamo su sagradili i crkvu, a kako su kasnije uvidjeli da su je sagradili na niskom poplavnom terenu nastavili su graditi selo u obliku slova S, prema višem terenu gdje će sagraditi novu crkvu. Sagrađene kuće su bile velike, jer je u kućama živjelo više obitelji (zadružni način života). Zemljišnik (gruntovnica) sela dobivena je 1804. godine, a prema toj gruntovnici selo je podijeljeno na pet dijelova:
- Selo, naseljeno područje
- Veliki Poloj
- Popovci
- Staro selo
- Šljivici

Nakon oslobođenja od Osmanlija, Soljani se prvi put spominuju 1713. godine, kada je osnovana župa u Jamini, a pripojene su joj morovićka filijala Soljani i drenovačka filijala Račinovci.
Nakon ustroja Brodske pukovnije (regimente), Soljani pripadaju 12. satniji (kompaniji) spomenute regimente kojoj je sjedište bilo u Drenovcima. Od tog vremena ovo područje se naziva Cvelferijom, a naziv je dobila po njemačkoj riječi za dvanaest - zwölf (izg. cvelf).
Prvi popisi stanovnika na ovom području vođeni su 1754. godine, a vodila ga je morovićka župa kojoj su tada Soljani i okolna sela pripadali. Prema tom popisu, Soljani imaju 46 bračnih parova i 175 vjernika za pričest (ne broje se djeca koja nisu primila svetu pričest). To je bio katolički popis. Prvi cjeloviti podaci o stanovništvu čuvaju se u Pečuhu u biskupskom arhivu, a govore da su Soljani 1767. godine imali 35 domova, 344 osobe, 67 bračnih parova, 252 osobe koje primaju Sv.pričest, te 111 krizmanih. Tada su popisana i imena i prezimena stanovnika, a u Soljanima je zabilježeno 16 prezimena: Filipiović, Žužić, Žderić, Bartlovoić, Kovanović, Plavšić, Maltaški, Trconić, Pavlović, Ljubičić, Gvozdić, Šimić, Rogić, Galović, Vladisavljević i Vidaković.
Sredinom 18. stoljeća, u Soljanima, kao i u drugim mjestima završeno je stjerivanje kuća u red (tzv. ušoravanje). To znači da su kuće pravljene uz cestu u jedan ili dva reda. Zemljište koje je pripadalo zadrugama bila su u cjelovitim zaokruženim posjedima odmah izvan sela i nisu bila raštrkana po ataru. U središtu sela nalazile su se glavne institucije, crkva, krčme i časnički stanovi. Kuće su pravljene od drveta na podzidanim temeljima.
Nagli razvoj Soljana počeo je u prvoj polovici 18. stoljeća i trajao je do 1. svjetskog rata. U tom su se razdoblju počeli graditi stanovi (u Srijemu bi rekli salaši). 
Stanovi su po veličini i uređenosti označavali snagu i bogatstvo zajednice. Do prvog svjetskog rata Soljani su imali oko 85 stanova. Najbolji stanovi u selu tada su bili "Galović stanovi". Izgradnjom stanova razvijalo se pčelarstvo, stočarstvo i voćarstvo. Od voća su se najviše sadile šljive. U tom razdoblju u selo dolaze "drotari" i "pendžeraši". Drotari su migrirali iz Slovačke za boljom zaradom. "Pendžeraši" (od turske riječi "pendžer" što znači prozor) dolaze također iz Slovačke, iz Trenčina i Trnave, a oni su stavljali stakla na prozore i zbog toga dobili takvo ime. Ti Slovaci su bili katoličke vjeroispovjesti. Jedan dio Slovaka došao je i iz Vojvodine, takozvanom sekundarnom migracijom, krajem 18., početkom 19. stoljeća, a oni su bili evangelici. Slovaci katolici brže su se asimilirali među hrvatskim stanovništvom, jer im Katolička crkva nije smatrala potrebnim osigurati obrede na slovačkom jeziku, a i oni to sami nisu tražili. Slovaci evangelici su i nakon doseljavanja u Soljane održavali kontakte sa slovačkom evangeličkom zajednicom u Vojvodini, imali su svoje svećenike i službe na slovačkom jeziku pa su duže vremena odolijevali asimilaciji. Potomci ovih skupina ljudi i danas žive u Soljanima, o čemu svjedoče i njihova prezimena.

### Svjetski ratovi
Prvi svjetski rat nije se vodio na ovom području iako su ljudi bili vojni obveznici na drugim područjima. Mnogi su izbjegavali vojnu obvezu i skrivali se po šumama gdje su živjeli u kolibama sa svinjama. Sirotinja iz sela išla je u rat za komad zemlje. Mnogi su tako i poginuli. Prema prijeratnom popisu iz 1910. Soljani su imali 1693 stanovnika. Prvi svjetski rat uništio je soljansko gospodarstvo jer su mnogi radno sposobni ljudi morali na bojište. Po popisu nakon rata, 1931. godine, Soljani su imali 1932 stanovnika. 
Nakon Prvog svjetskog rata u Soljane je tadašnji župnik Ivan Barbić doveo tridesetak muške djece iz Hercegovine u dobi od 10 do 13 godina. U Hercegovini je u to vrijeme vladala glad, pa su djeca dovedena u Soljane i raspodjeljena po domaćinstvima kako bi pomagali u svakodnevnim poslovima. Prvo su dovedeni: Stjepan Romić Šibo, Antun Mihalj Gabrić, Mirko Mihalj, Slavko Šarić Čavkan, Mato Ćurdo, Stipo Miličević Krtica, Pero Miličević i žena mu Ruža (rođ. Radoš), Mate Petrović, Stipe Markota, Stipa Radoš, Jozo Bušić i majka mu Ivka. Svi su oni došli iz Rakitnog u općini Posušje.  Župni ured u Soljanima je 23. siječnja 1918. primio vrlo dirljivo pismo zahvale Rakićana fra Bone Andačića, koji zahvaljuje na primanju hercegovačke djece u Soljane Kasnije su se u Soljane doselile i čitave obitelji, pa tako danas ti ljudi i njihovi potomci čine polovicu stanovništva sela.
Uspostavom Države SHS i postavljenjen Petra Karađorđevića za kralja, raste nezadovoljstvo u Hrvatskoj, a isto tako i u Soljanima, čiji stanovnici mahom odbijaju ići na prisilno vojačenje u trajanju od dva mjeseca, tzv. rezervu. Bježali su iz vojske, nisu se odazivali na vojne vježbe, niti su upisivali konje i kola za vojsku. Zbog toga dolazi do velikih represalija od strane režima, ali Soljanci i dalje nisu prihvaćali novu državu. To su pokazali i na dvama izborima koji su održani 1920. godine. Na prvim općinskim izborima u novostvorenoj državi, 20. ožujka 1920. godine, od 12 izabranih odbornika, njih je 11 bilo Radićevaca, Hrvata, a jedan je bio Srbin ratar, za kojeg bilježnik, u iskazu od 26. kolovoza 1921. u Imeniku općinskih zastupnika u Soljanima, kaže da je jedini politički pouzdan, te ima moralno ponašanje. Na drugim izborima, za Ustavotvornu skupštinu, 28. studenoga iste godine, pobjedu su odnijeli komunisti (SRPJ) s 161 od 331 glasa, koji su se u Soljanima za te izbore najbolje organizirali. Radićeva stranka osvojila je 105 glasova. Ni jedna, ni druga stranka nisu odgovarale režimu u Beogradu, pa je beogradska vlast Obznanom od 30. prosinca 1920. zabranila djelovanje SRPJ-a a odbornici komunisti su smijenjeni s odborničkih mjesta.
Jasnu nacionalnu i vjersku strukturu sela u 1921. godini pokazuje popis obavljen 31. siječnja. Po popisu, u Soljanima je živjelo 1577 stanovnika, od toga 1370 rimokatoličke vjere, 156 evangelističke, 38 pravoslavne, 12 grkokatoličke i 1 muslimanske vjere. Kao svoj materinji jezik 1363 stanovnika su navela hrvatski, 152 slovački, 23 njemački, 20 mađarski, 17 slovenski, 11 poljski, a 41 ciganski.
Tridesetih godina događala su se mnoga suprotstavljanja između vladajućih struktura u Općini Soljani, pristaša vlade Kraljevine, i zabranjenog HSS-a, kao i ostalih oporbenjaka, među kojima i pripadnika zabranjene Komunistička partije. Narod je bio nezadovoljan općinskom vlašću, pa je na izborima 1936. godine, od 12 članova seoskog odbora, izabrao većinu "Mačekovaca". HSS je bila stranka koja je prvotno zabranjena, ali je organizirajući udruge potajno djelovala preko njih.
Drugi svjetski rat donio je velika stradanja. Poginulo je pedeset mladih ljudi između 15 i 30 godina. (Vidi popis poginulih). Kraj rata donio je promjene u načinu života, a diktirale su ih nova komunistička vlast. Bez suda je poubijano mnogo Soljanaca i Drenovčana i pobacani su u masovne jame. Mladež je tjerana u radne akcije, pjevanje pjesama i u igranje plesova partizanske tematike, kada mnogima zbog ratnih rana nije bilo do toga.
Gazdinstva su bila opustošena. Sve su konje iz sela odvele Švabe, a mladih je manjkalo da bi krenuli zemlju ponovno obrađivati. Stoga je došlo do pomanjkanja hrane i za domaće stanovništvo, što je bilo nezamislivo u rodnoj slavonskoj žitnici.

### Razdoblje nakon Drugog svjetskog rata
Država već 1946. godine vrši prisilni otkup viškova hrane, koje je malogdje bilo, ali se pod hitno morala prehraniti vojska i radnici u tvornicama koji su podnosili teret obnove Jugoslavije. Do 1952. redovna je bila obveza prisline predaje viškova, bilo njih ili ne. Komitet je mobilizirao sve da milim ili silom u svakoj kući kupe s tavana žitarice, mast, meso; iz dvorišta stoku i štošta drugo. Obiteljima je ostalo samo oniliko koliko ima je bilo dostatno da preživljavaju.
Oni koji su u Drugom svjetskom ratu izgubili najmilije, tražili su uglavnom utjehu u crkvi. Dolazi do izražaja antagonizam između KPH i crkve. Država putem članova Partije i službi OZNA-e i UDBA-e vrši represiju nad Crkvom, pa u Soljanima čak dugo ne dopuštaju da se obnovi crkveni toranj porušen za vrijeme rata. Isti je dovršen tek 1954. godine.
Društveni život Soljanaca vrlo je aktivan. 1947. godine osniva se vatrogasno društvo, obnavlja se "Seljačka sloga" i pjevačka skupina. Počinje djelovati Omladinska čitaonica i priređuju su kino predstave.
Nakon Drugog svjetskog rata provedena je agrarna reforma. Gazdama je oduzeta zemlja, pa je tako agrarni maksimum iznosio 10 hektara. 1948. godine počele su se osnivati seljačke zadruge u koju su unošene zemlja, stoka, alati i slično. Već sljedeće godine više od pola sela je bilo u zadrugama, a u selu su postojale dvije: Zadruga Jedinstvo (1947.) i Zadruga Napredak (1948.). U zadruzi Jedinstvo članovi su bili uglavnom siromašni seljaci i bezemljaši, a u zadruzi Napredak bogati seljaci.  Te zadruge su bile kratkog vijeka, pa krajem 1952. godine, seljaci dobivaju svoju zemlju nazad, ali im je dio oduzet, u onolikoj mjeri koliko je zadruga zadužiloa u svom poslovanju s bankom. U to vrijeme je soljanski atar bio vrlo loš jer su u njega slijevale vode s vrbanjskog i drenovačkog atara. Komasacija je bila nužna. Počela je 1946. godine, a dovršena 1958. Od sredine 1950-ih radi se na poboljšanju infrastrukture.  Iskopano je 133 km kanala i izgrađeno 144 kolnih prijelaza (ćuprije). Nakon komesacije, Soljani su postali vodeće selo u proizvodnji hrane u okolici. 1960. godine počelo se s asfaltiranjem ceste prema Strošincima i popravljanjem seoskih cesta. Početkom 1960-ih krenulo se s elektrifikacijom sela, a trošak elektrifikacije snosili su sami mještani kroz samodoprinos koji je plaćan od 1957. do 1980-ih godina.
Kraj stoljeća opet je donio rat u državi, ali Soljani su opet pošteđeni ratnih razaranja. No, ipak je šest stanovnika sela izgubilo život od neprijateljskog oružja. Nakon Domovinskog rata razvoj sela više stagnira nego napreduje. Asfaltirane su preostale seoske ceste i u sve ulice provedena javna rasvjeta. U gospodarskom smislu selo još nije postiglo velik napredak.

## Zemljopisna obilježja

### Tlo
U strukturi zemljišnih površina na području gdje su smješteni Soljani prevladavaju oranice i šume. Dominiraju hidromorfna tla sa specifičnim vodnim režimom koji je uvjetovan režimom vodotoka, podzemnih voda i površinskih poplavnih voda. Po uporabnoj vrijednosti zemljišta na soljanskom području zastupljena su ograničeno obradiva tla (sirozem na praporu i pseudoglej na zaravni) i tla privremeno nepogodna za obradu (halomorfna i aluvijalna tla, ritska crvenica i močvarno glejna tla).

### Podneblje
Ovo je područje umjereno-kontinentalne klime. ljeta su sunčana i vruća, a zime su hladne i sa snijegom. Padalina ima najviše sredinom ljeta (225 mm ili 28,1%) i u proljeće (220 mm ili 27,5%), a prosječna godišnja količina padalina je 800 mm. Srednji broj dana sa snijegom na tlu je 32,6 dana, najviše u veljači (11,2 dana) i siječnju (10,5 dana). Pojava tuče je koncentrirana na razdoblje od svibnja do srpnja u prosjeku 1 do 2 dana. Prosječna godišnja temperatura je 10,4°C (ljeti 19,7°C, zimi 0,9°C). Ekstremne temperaturne vrijednosti kreću se u rasponu od -28,8°C (izmjereno u veljači) do 39°C (izmjereno u kolovozu).

## Stanovništvo
Kretanje broja stanovnika
| Godina | Broj stanovnika | Opis                                 |
| ------ | --------------- | ------------------------------------ |
| 1767.  | 344             | katolički popis                      |
| 1785.  | 578             | popis đakovačkog biskupa po regijama |
| 1857.  | 1049            | prvi službeni popis                  |
| 1869.  | 1155            | redovan popis stanovništva           |
| 1880.  | 1400            | redovan popis stanovništva           |
| 1890.  | 1731            | redovan popis stanovništva           |
| 1900.  | 1778            | redovan popis stanovništva           |
| 1910.  | 1693            | redovan popis stanovništva           |
| 1921.  | 1577            | redovan popis stanovništva           |
| 1931.  | 1932            | redovan popis stanovništva           |
| 1948.  | 1741            | redovan popis stanovništva           |
| 1953.  | 1823            | redovan popis stanovništva           |
| 1961.  | 2023            | redovan popis stanovništva           |
| 1971.  | 2067            | redovan popis stanovništva           |
| 1981.  | 1855            | redovan popis stanovništva           |
| 1991.  | 1779            | redovan popis stanovništva           |
| 2001.  | 1554            | redovan popis stanovništva           |
| 2011.  | 1245            | redovan popis stanovništva           |

Soljanima unazad 40 godina kontinuirano opada broj stanovnika. Prema popisu iz 2011. godine Soljani imaju sljedeću strukturu stanovništva:
Prema spolu
- Muških:  616
- Ženskih: 629
- Ukupno: 1245

Broj stanovnika u odnosu na posljednji popis 1991. godine opao je za više od 200 kada je selo imalo 1779 stanovnika. Broj kućanstava u selu je 478, što je 3,25 članova po kućanstvu. Od toga je najviše kućanstava s jednim (102 kućanstva) i s dva (119 kućanstava) stanovnika. Stanovništvo u selu je staro, mladi odlaze živjeti u druga mjesta, tako da se očekuje da će se broj stanovnika i dalje smanjivati.
| broj stanovnika | 1049  | 1155  | 1400  | 1731  | 1778  | 1693  | 1577  | 1932  | 1741  | 1823  | 2023  | 2067  | 1856  | 1709  | 1554  | 1245  | 926   |
|                 | 1857. | 1869. | 1880. | 1890. | 1900. | 1910. | 1921. | 1931. | 1948. | 1953. | 1961. | 1971. | 1981. | 1991. | 2001. | 2011. | 2021. |

## Obrazovanje
Početke školstva mjesto bilježi i prije osnivanja mjesne škole. Tako su 1803. godine učenici iz Soljana polazili u Drenovcima njemačku trivijalnu školu ili "Unterschule", koja je osnovana 1780. godine. Drenovačku školu tada je sveukupno polazio 31 učenik, od kojih je četvero bilo iz Soljana. U zapisima koji tome svjedoče, kod svakog polaznika je upisamo iz kojeg je mjesta, kućni broj i status učenikovih roditelja, a to je vrlo značajno jer se i danas po starim kućnim brojevima može odrediti iz koje zadruge je učenik potekao.
Prva škola u Soljanima utemeljena je 1830. godine kao pučka učionica s jednim učiteljem. Prvi učitelj se zvao Ivan Špoljar i bio je iz Soljana. Najprije je to bila drvena školska zgrada, a kasnije je na istom mjestu izgrađena od tvrdog materijala (1852.), koju su učenici pohađali sve do 1894. godine. U zapisima iz kanonske vizitacije župe Drenovci 1833. godine stoji da su Soljani te godine imali narodnu školu sa samo jednom prostorijom za učenike, a podignuta ja 1832. zahvaljujući izdatcima općine. Škola je imala 17 godina starog učitalja Nikolu Đurića iz Bošnjaka, koji je učenike podučavao kršćanskom nauku, molitvi i čitanju i pisanju na hrvatskom jeziku. Zanimljivo je da se u tim zapiima spominje i učiteljska plaća koja je tada iznosila 5 forinti konvencionalne monete mjesečno. 1894. godine je ponovo izgrađena nova školska zgrada i to na novoj lokaciji koja je imala dvije učionice i stan za učitelja. Ta zgrada je bila u uporabi gotovo cijelo stoljeće sve dok nije izgrađena sadašnja zgrada u koju su učenici uselili 1988. godine. Broj učenika koji su pohađali školu postupno se povećavao tako da je početkom 20. stoljeća školu pohađalo oko 290 učenika. Škola tada prerasta u četverorazrednu. 1912. godine u selu je počela s radom i slovačka škola, a 1932. Soljani imaju jedno slovačko odjeljenje s 35 učenika, koje je poučavao jedan učitelj, a imali su i slovačku čitaonicu.
Školske godine 1941./1942. u školu je upisan 291 učenik. Pedesetih godina škola prelazi iz četverogodišnje u osmogodišnju osnovnu školu. Broj djece raste, tako da je godine 1971./1972. bilo 506 učenika. Nastava se organizira u lošim prostornim uvjetima i u tri smjene zbog pomanjkanja prostora. I broj učitelja se povećava tako da 1971./72. godine u nastavi radi 20 djelatnika. Tijekom osamdesetih i početkom devedesetih broj učenika opada na 197. Prelaskom u novu školsku zgradu uvjeti rada se naglo poboljšavaju. Nastava se izvodi u poluspecijaliziranim učionicama. Osim redovne nastave u školi, učenici dio vremena provode u radu u izvannastavnim aktivnostima gdje postižu i zapažene rezultate. Nakon osnutka Matice slovačke u Soljanima, nastoji se obnoviti nastava na slovačkom jeziku, ali je zbog nedostatka učitelja i nezainteresiranosti djece nastava prekinuta do 2003. godine, kada se uvodi predmet njegovanje slovačkog jezika i kulture za sve razrede.

## Župa
Prvotno su Soljani i okolna sela pripadali župi Drenovci. U župi drenovačkoj održavale su se mise, krštenja i upisi u matičnu knjigu. Drenovci su dobili crkvu 1797. godine, pa su ih tada prozvali dekanijom za ovih 9 sela. Kamen temejac za filijalnu crkvu u Soljanima postavljen je 15. rujna 1806. godine, a izgrađena je i posvećena 1808. godine. U zapisima kanonske vizitacije soljanske filijale, zapisano je:
Soljani su postali samostalna kapelanija 1899. godine, kada je došao i prvi svećenik u selo, a zvao se Mato Pavić. Te godine samostalne kapelanije postali su također i Gunja, Račinovci, Strošinci, Đurići, Jamena. Godine 1917. sve su se župe odvojile i postale samostalne.
Župna crkva sazidana je 1809. godine na mjestu nekadašnje drvene crkve. Crkva je jednobrodna građevina s polukružnim svetištem, sakristijom uz jugozapadni zid svetišta i zvonikom iznad glavnog pročelja. Svojim tlocrtom, obradom konstruktivnih elemenata kao i obradom pročelja i unutrašnjosti crkva spada u red reprezentativnijih kasnobarokno - klasicističkih sakralnih spomenika nastalih na početku 19. stoljeća. Toj crkvi Nijemci su pri povlačenju srušili toranj 1945. godine, a komunističke vlasti dugo nisu dozvoljavale da se on obnovi. Završni radovi na tornju urađeni su 1957. godine. Crkveni god je 31. svibnja, na dan Pohođenja BDM.
Osim te katoličke crkve u Soljanima postoji i evangelička crkva čiji su članovi pripadnici slovačke nacionalne manjine. Svoj prvi molitveni dom imali su sagrađen već 1911. godine. Crkvu su izgradili godinu kasnije, a crkva koja se nalazi na današnjem mjestu izgrađena je 1995. godine.

## Kultura
Prvi pisani tragovi o kulturnim zbivanjima u Soljanima mogu se naći u školskoj spomenici o pripremi dječjih priredbi za Božić 1877. godine koje je pripremala učiteljica Adela Dukarić. Soljanska mladež bila je aktivna i 1894. pri izradi školskog barjaka, a tada se spominje i školsko diletantsko društvo. Hrvatska narodna čitaonica osnovana je 1904. godine i osim pučke knjižnice imala je i glazbeni tamburaški zbor, a 1936. godine osnovan je muški pjevački zbor kao ogranak Seljačke sloge pod vodstvom Josipa Radanića. I slovačka nacionalna manjina imala je svoje prostore u Slovačkom čitaoničkom društvu u Soljanima (slv. Slovensky čitaci spolok), osnovanom 1937. godine.
Velika proslava spominje se i 1925. godine u povodu tisuću godina hrvatskog kraljevstva.
1947. godine bilo je osnovano i tamburaško društvo, za kojeg su mještani i antifašističke organizacije (N-F, AFŽ i NOJ) kupili instrumente. Tamburaško društvo odmah je bilo vrlo aktivno i sudjelovali su na mnogim priredbama više puta godišnje. Soljanska Seljačka sloga obnovljena je poslije Drugog svjetskog rata, a imala je dramsku skupinu, tamburaški orkestar i folklornu skupinu. Okosnica im je bio mješoviti pjevački zbor, koji je dugi niz godina vodila Ema Galović - Kuzmanova. Seljačka sloga bitno je očuvala slavonsku, odnosnu hrvatsku tradiciju i običaje, a vrhunac uspjeha im je 3. mjesto na zagrebačkom festivalu 10. rujna 1949. godine. Sudjeluju i bijehu domaćimi nekoliko smotri, da bi ipak 1952., odnosno 1954. godine, prestali s radom, po navođenju soljanskog učitelja Ivana Parmaća, "zbog nemarnosti pojedinaca". Početkom 1960-ih obnavlja se rad Seljačke sloge, s dosta mlađim članstvom u nekoliko sekcija koje nastupaju u Soljanima i susjednim mjestima. Sljedbenik tih tradicija je i KUD "Slavonija", koji je do danas je djelovao s kraćim prekidima. Sudjeluje na kulturnim manifestacijama kao što su Vinkovačke jeseni i Šokačko sijelo. Uspostavljeni su dobri prijateljski odnosi s društvom "Krnčianka" iz Krnče u Slovačkoj i svake godine jedni drugima ukazuju gostoprimstvo.  
U sklopu "Matice Slovačke" djeluje Slovački KUD "Andrija Pekar", osnovan 1993. godine, na inicijativu Andrije Pekara. Počeli su djelovati s pedesetak članova, a aktivne su pjevačka i folklorna sekcija. Sudjeluju na slovačkim smotrama folklora, kao i ostalim manifestacijama diljem Slavonije. U svibnju 2009. bili su i domaćini 15. dječjoj smotri slovačkog folklora. Kako nemaju svoj glazbeni sastav, surađuju s društvom "Slavonija" i KUD-om "Ljudevit Štur" iz Iloka.

## Turizam
U šumi pored Soljana, uz rijeku Studvu, izgrađeno je izletište "Zvjezdangrad" koje se nalazi u blizini negdašnje turske utvrde Zvezdangrad čiji se ostatci i danas vide, ali su zarasli i nisu baš pristupačni.

## Šport
Iako se za nogomet pokazivalo najviše zanimanja, u Soljanima je od 1950. do 1955. godine djelovao Mačevalački klub "Jedinstvo". Osnovao ga je Stjepan Tomić, veliki zaljubljenik u taj šport, a svoje prostorije su imali u Domu kulture. Mačevalački savez Hrvatske darovao im je dvije opreme, a ponekad slao i trenera. 21 mladić bio je član kluba, a bili su dosta uspješni, kako u treninzima, tako i u natjecanjima. Soljanski mačevalački klub bio je među prvima u Slavoniji. Stjepan Tomić, kao općinski službenik osnovao je i klubove u Vrbanji, Drenovcima i Županji. Županjska sekcija DTO "Partizan" bila je vrlo aktivna i pobjeđivala na natjecanjima do 1968. godine.
Trenutačno je u selu aktivan samo jedan športski klub, i to nogometni: NK "Slavonija" koji je osnovan 1932. godine pod imenom ŠD "Zora". Najveći uspjesi su sudjelovanje u ligi Slavonske nogometne zone i Međužupanijskoj nogometnoj ligi Osijek – Vinkovci, te finale kupa VSŽ 2016. godine. Sada se natječe u I. županijskoj nogometnoj ligi Vukovarsko-srijemske županije.

## Prezimena
U Soljanima postoji relativno velik broj različitih prezimena, što je nastalo kao rezultat doseljavanja Hrvata iz bosanske Posavine i Hercegovine i Slovaka iz Vojvodine i Slovačke. Tako uz starosjedilačka, šokačka prezimena: Bartolović, Kovanović, Rogić, Galović, Žderić, Špoljar, Vladisavljević i dr. postoje slovačka prezimena: Ožvat, Sič, Horvat, Čuha, Šproh i Jurik.  Doseljavanjem Hrvata iz Hercegovine došla su sljedeća prezimena: Vukoja, Soldo, Mihalj, Perko, Topić, Tokić, Šušak, Šimić, Barišić i druga, a neka od prezimena došljaka iz bosanske Posavine su: Salatović, Filipović, Lučić, Đukić, Mičić, Lamešić, Stjepanović, Hrgovčić i Tufekčić. Za vrijeme drugog svjetskog rata protjerivanjem iz Like, dolaze sljedeća prezimena: Brkić, Pavelić, Babić, Pavičić,...

## Vanjske poveznice
- Općina Vrbanja: Soljani
- Satelitska snimka zemljopisnoga položaja